# 帕尔萨塔塔
 帕尔萨塔塔（约公元前15世纪前后在位）（英語：Parshatatar）胡里特人的米坦尼国王。萨乌什塔塔之父。在位时期将米坦尼势力向东扩张，扩大其影响力。并与古埃及法老图特摩斯三世于幼发拉底河附近相抗衡。事迹阙如。